# Mad Planets
Mad Planets est un shoot 'em up développé par Gottlieb, à l'origine créateur de flippers. Le jeu est sorti en 1983 sur borne d'arcade.

## Système de jeu
Dans Mad Planets, le joueur pilote un vaisseau qui se fait attaquer par des planètes. Le vaisseau se déplace librement sur l'ensemble de l'écran et peut tirer dans n'importe quelle direction. Les planètes apparaissent petites et faibles pour devenir plus massives et dangereuses si elles ne sont pas touchées à temps. Leur trajectoire aléatoire ne laisse aucun lieu de repos. Elles possèdent en plus des satellites dont la destruction entraîne la fureur de leur planète qui devient rouge et tournoie plus rapidement.

## Adaptations
Crazy Comets et Mega Apocalypse, créés sur Commodore 64 par Simon Nicol, sont les seules reprises du jeu.